# Operación Sandblast

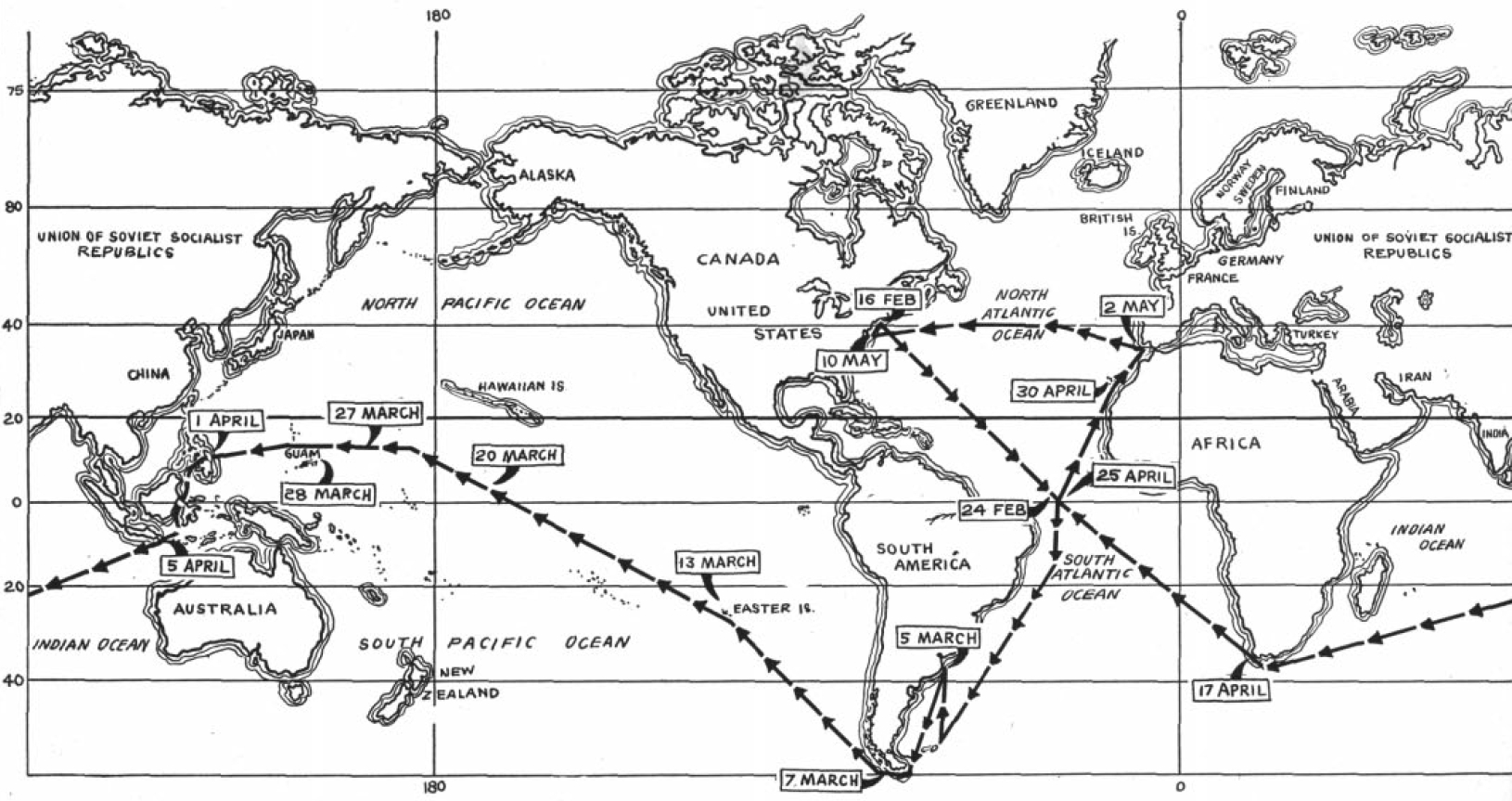
Ruta del USS Triton en la Operación Sandblast

La Operación Sandblast fue el nombre en clave de la primera circunnavegación sumergida del mundo, ejecutada por el submarino nuclear USS Triton (SSRN-586) de la Marina de los Estados Unidos en 1960 bajo el mando del Capitán Edward L. Beach. El periódico New York Times describió la circunnavegación sumergida de Tritón de la Tierra como "un triunfo de destreza humana y destreza de ingeniería, una hazaña que la Marina de los Estados Unidos puede clasificar como una de sus brillantes victorias en la conquista final de los mares por el hombre".
La circunnavegación tuvo lugar entre el 24 de febrero y el 25 de abril de 1960, cubriendo 26,723 millas náuticas (49,491 km) durante 60 días y 21 horas. La ruta comenzó y terminó en el Archipiélago de San Pedro y San Pablo, en el medio del Océano Atlántico, cerca del ecuador. Durante el viaje, Triton cruzó el Ecuador cuatro veces y mantuvo una velocidad promedio de 18 nudos (33 km/h). La ruta de navegación general de Tritón durante la Operación Sandblast generalmente siguió a la de la primera circunnavegación del mundo, dirigida por el explorador portugués Fernando de Magallanes entre 1519 y 1522.
El ímpetu inicial de la Operación Sandblast fue aumentar el prestigio científico y tecnológico de los Estados Unidos antes de la Cumbre de París de mayo de 1960 entre el Presidente de los Estados Unidos Dwight D. Eisenhower y el Primer Ministro soviético Nikita Khrushchev. También proporcionó una demostración pública de alto perfil de la capacidad de los submarinos de la marina estadounidense para llevar a cabo operaciones sumergidas de largo alcance independientes del apoyo externo y no detectadas por fuerzas hostiles, presagiando el despliegue inicial de los submarinos de misiles balísticos Polaris de la Marina de los Estados Unidos en 1960. Finalmente, la Operación Sandblast reunió datos oceanográficos, hidrográficos, gravimétricos, geofísicos y psicológicos durante la circunnavegación de Tritón.

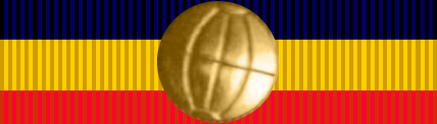
Citación Presidencial de la Unidad con un broche especial entregada al Triton

Aunque las celebraciones oficiales de la Operación Sandblast fueron canceladas tras el furor diplomático derivado del derribo de un avión espía U-2 sobre la Unión Soviética a principios de mayo de 1960, el Tritón recibió la Citación Presidencial de la Unidad con un broche especial en forma de una réplica dorada del globo terráqueo en reconocimiento a la finalización exitosa de su misión, y el Capitán Beach recibió la Legión de Mérito por su papel como comandante de Tritón. En 1961, Beach recibió el Magellanic Premium, el premio científico más antiguo y prestigioso de los Estados Unidos, otorgado por la American Philosophical Society en "reconocimiento de su navegación por el submarino estadounidense Tritón en todo el mundo". 